# Saft (Unternehmen)
Saft (Société des Accumulateurs Fixes et de Traction, Société anonyme) ist ein französischer Batterie- und Akkumulatorenhersteller mit Sitz in Levallois-Perret. Saft beschäftigt weltweit etwa 4000 Mitarbeiter und ist in 19 Ländern vertreten.

## Geschichte
2001 erwarb man von Invensys den Bereich Hawker Eternacell. 2003 verkaufte Alcatel Saft für 390 Mio. € an Doughty Hanson & Co. Im Mai 2016 übernahm TotalEnergies die Aktienmehrheit. Im Zuge dessen wurde die Börsennotierung (ISIN FR0010208165) eingestellt. Am 17. August 2021 wurde die Saft Groupe S.A. in eine S.A.S. formwechselnd umgewandelt.

## Sparte
Das Unternehmen gilt als weltweit führend im Bereich der Nickel-Cadmium-Akkumulatoren (NiCd) für den industriellen Einsatz. Sie werden als großformatige Nasszellen mit flüssigem Elektrolyt in verschiedenen Baugrößen produziert. Saft bietet auch Batterien an, die für den Einsatz in reinen Elektrofahrzeugen geeignet sind. Der bis 2005 gebaute Elektromotorroller Scoot'elec von Peugeot fuhr beispielsweise mit drei NiCd-Akkus vom Typ STM 5-100 MR. NiCd-Akkus wurden Stand November 2016 fast nur noch für die Eisenbahntechnik angeboten, u. a. für Trolleybusse, die damit oberleitungsfreie Strecken und Netzausfälle überbrücken.
In Deutschland gehören die Unternehmen Friemann & Wolf Batterietechnik GmbH und Tadiran Batteries GmbH zur Saft-Gruppe. Beide sind in Büdingen ansässig und fertigen primäre Lithium-Batterien (Lithium-Mangandioxid-Batterien und Lithium-Thionylchlorid-Batterien). Die deutsche Saft-Niederlassung ist in Nürnberg.
Saft hält 1/3 der Anteile am französischen Batteriehersteller ACC (Stand: Mai 2023).

## Umsatz
Nach eigenen Angaben setzte das Unternehmen 2007 etwa 600 Millionen € um. Davon entfielen 47 % auf industrielle Batterien, 39 % auf Lithium- und Silberbatterien und 14 % auf Akkumulatoren.